# John Mace Grunsfeld
John Mace Grunsfeld (* 10. Oktober 1958 in Chicago, Illinois, USA) ist ein ehemaliger US-amerikanischer Astronaut.

## Beginn der Karriere
Grunsfeld machte seinen Schulabschluss auf der Highland Park High School in Illinois. Daraufhin studierte er Physik am Massachusetts Institute of Technology und schloss 1980 mit einem Bachelor ab. Von der University of Chicago erwarb er 1984 einen Master und 1988 einen Doktor in Physik.

## NASA
1992 wurde er in die 14. Astronautengruppe der NASA gewählt und ein Jahr lang als Missionsspezialist ausgebildet. Sein Spezialgebiet sind die tragbaren Computer für die Arbeit im Weltraum.

### STS-67
Auf seiner ersten Weltraummission flog Grunsfeld am 2. März 1995 mit dem neuesten Space Shuttle Endeavour ins All. Es war der zweite Flug des Astro-Observatoriums mit drei Ultra-Violett-Teleskopen an Bord. Der Flug dauerte über 16 Tage und endete mit der Landung am 18. März 1995 auf der Edwards Air Force Base in Kalifornien.
Nach diesem Raumflug wurde er Leiter einer Gruppe von Wissenschaftlern, die das Kontrollsystem und die Computer der ISS entwickelten.

### STS-81
Bei seinem zweiten Raumflug flog Grunsfeld vom 12. – 22. August 1997 mit der Atlantis zur russischen Raumstation Mir. Es war der fünfte Flug der Atlantis zur Mir und der zweite, bei dem Astronauten der Langzeitbesatzung ausgetauscht wurden. Wichtigster Test war ein Fitnesslaufband, das auch auf der ISS jetzt eingesetzt wird, dessen Schwingungen gedämpft sind, damit die Bewegungen des Astronauten sich nicht auf die Raumstation übertragen. Gelandet wurde direkt im Kennedy Space Center in Florida.
Nach diesem Flug wurde er Chef der Abteilung der Computerentwicklung für die ISS und der Space Shuttles.

### STS-103

Die Marsflagge

Der dritte Flug brachte ihn mit der Discovery vom 20. – 28. Dezember 1999 zum Hubble-Weltraumteleskop. Hier wurden spezielle Wartungen durchgeführt und gerade die Computerhardware auf den neuesten Stand gebracht. Gelandet wurde wiederum direkt im Kennedy Space Center in Florida.
Nach diesem Flug wurde Grunsfeld zum Ausbildungschef für Außenbordeinsätze. Während des Fluges führte er eine Marsflagge mit sich, die damit zum ersten Mal im Weltraum war.

### STS-109
Seinen vierten Flug machte er vom 1. bis zum 12. März 2002 mit der Columbia wiederum zum Hubble-Weltraumteleskop. Auch dieses Mal wurden Wartungsarbeiten durchgeführt, unter anderem wurde das Steuerungssystem und die Solarpanelen ausgetauscht. Wiederum wurde in Florida gelandet.
Nach diesem Flug wurde er zum Chefwissenschaftler der NASA ernannt.

### STS-125
Dieser Flug startete am 11. Mai 2009 und war der 30. Flug der Atlantis, der zwischenzeitlich sogar als letzter Flug dieser Raumfähre geplant gewesen war. Er führte Grunsfeld zum dritten Mal zum Hubble-Weltraumteleskop, das zum letzten Mal gewartet wurde. Grunsfeld wurde für diese Mission ausgewählt, weil er die meiste Erfahrung mit Außenbordaktivitäten im Zusammenhang mit dem Teleskop besitzt.
Am Teleskop wurden alle drei Rate Sensor Units mit je zwei Gyroskopen (Einrichtungen zur Lageregelung des Teleskops) sowie die zwei Akkus ausgewechselt. Außerdem wurde ein neuer Sensor zur genauen Ausrichtung des Teleskops auf Himmelsobjekte installiert. An verbesserten Forschungsgeräten wurden eine neue Kamera und ein neues Spektrometer eingebaut.
Von den fünf Weltraumausstiegen, die für die Wartung notwendig waren, übernahm er drei. Damit war er insgesamt 20 Stunden und 58 Minuten außerhalb des Shuttles.

### Zusammenfassung
| Nr. | Mission | Funktion           | Flugdatum                        | Flugdauer     |
| --- | ------- | ------------------ | -------------------------------- | ------------- |
| 1   | STS-67  | Missionsspezialist | 2. März – 18. März 1995          | 16d 15h 08min |
| 2   | STS-81  | Missionsspezialist | 12. Januar – 22. Januar 1997     | 10d 04h 55min |
| 3   | STS-103 | Missionsspezialist | 20. Dezember – 28. Dezember 1999 | 7d 23h 10min  |
| 4   | STS-109 | Missionsspezialist | 1. März – 12. März 2002          | 10d 22h 09min |
| 5   | STS-125 | Missionsspezialist | 11. Mai – 24. Mai 2009           | 12d 21h 38min |

### Nach der NASA und Rückkehr
Anfang Januar 2010 gab die NASA bekannt, dass Grunsfeld die NASA verlassen und als stellvertretender Direktor an das Space Telescope Science Institute wechseln wird. Dort bereitete er die Zusammenarbeit des Instituts mit der NASA im Rahmen des für 2021 geplanten Starts des James-Webb-Weltraumteleskops (als Nachfolger des Hubble-Teleskops) vor. Außerdem hielt er eine Forschungsprofessur an der Johns Hopkins University in den Bereichen Physik und Astronomie.
2012 wurde er zum Associate Administrator des NASA-Science Mission Directorate ernannt. Dieser vor allem repräsentative Posten sah vor, dass er die NASA und ihre Weltraumprogramme der Öffentlichkeit bekannt machte und dem US-amerikanischen Kongress vorstellte. In seine Amtszeit fielen die Landung des Rovers Curiosity auf dem Mars sowie der Vorbeiflug der Raumsonde New Horizons an Pluto im Juli 2015. 2016 ging er in den Ruhestand.

## Ehrungen
Grunsfeld wurde 2015 in die Astronaut Hall of Fame aufgenommen.

## Privat
Grunsfeld ist verheiratet und hat zwei Kinder. Seine Hobbys sind Bergsteigen, Fliegen, Segeln, Fahrradfahren und die Musik.